# 나자르 본주우

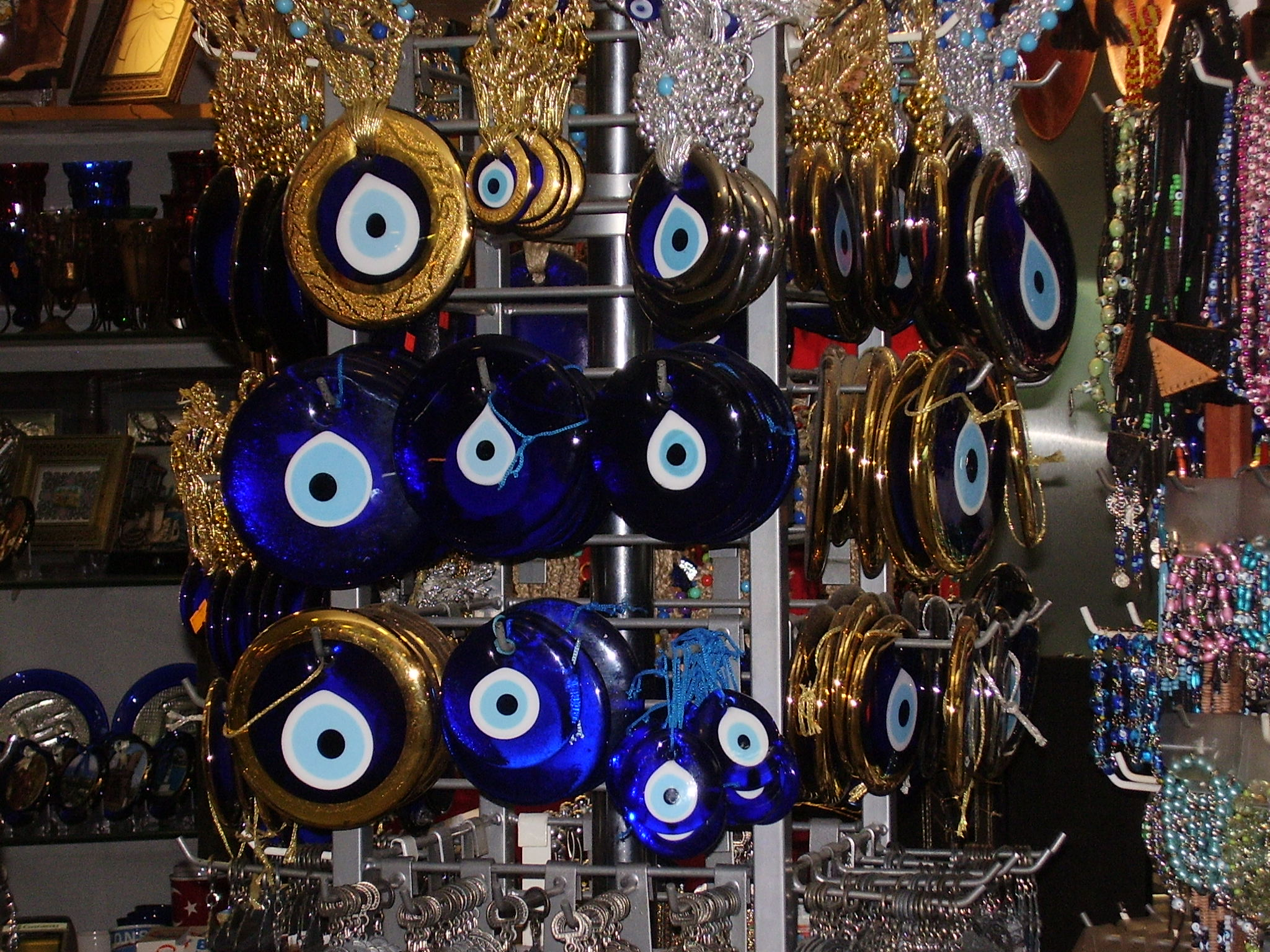
나자르 본주우

나자르 본주우(튀르키예어: Nazar boncuğu)는 튀르키예의 주구다. 푸른 유리에 눈이 그려져 있으며, 재앙을 물리친다고 한다. 튀르키예의 대표적인 기념품이다. 이모티콘: 🧿

## 같이 보기
- 전시안
- 신의 눈
- 사시 (민속)
- 함사
- 메이즈자